# Доня Зелина
Доня Зелина (хорв. Donja Zelina) — населений пункт у Хорватії, у Загребській жупанії у складі міста Светий Іван-Зелина.

## Населення
Населення за даними перепису 2011 року становило 847 осіб.
Динаміка чисельності населення поселення:

## Клімат
Середня річна температура становить 10,56 °C, середня максимальна – 25,07 °C, а середня мінімальна – -6,14 °C. Середня річна кількість опадів – 857 мм.
| Клімат поселення                              | Клімат поселення | Клімат поселення | Клімат поселення | Клімат поселення | Клімат поселення | Клімат поселення | Клімат поселення | Клімат поселення | Клімат поселення | Клімат поселення | Клімат поселення | Клімат поселення | Клімат поселення |
| Показник                                      | Січ.             | Лют.             | Бер.             | Квіт.            | Трав.            | Черв.            | Лип.             | Серп.            | Вер.             | Жовт.            | Лист.            | Груд.            |                  |
| Середній максимум, °C                         | 6,06             | 8,05             | 12,53            | 16,81            | 21,80            | 25,07            | 24,26            | 23,62            | 19,60            | 14,40            | 8,82             | 4,86             |                  |
| Середня температура, °C                       | −0,05            | 1,96             | 6,43             | 10,72            | 15,70            | 18,97            | 20,50            | 19,85            | 15,84            | 10,62            | 5,05             | 1,10             |                  |
| Середній мінімум, °C                          | −6,14            | −4,16            | 0,33             | 4,61             | 9,60             | 12,88            | 16,75            | 16,11            | 12,09            | 6,87             | 1,30             | −2,66            |                  |
| Норма опадів, мм                              | 47               | 46               | 56               | 67               | 75               | 95               | 79               | 86               | 80               | 81               | 84               | 61               |                  |
| Середньомісячна швидкість вітру, м/с          | 1.90             | 2.10             | 2.50             | 2.38             | 2.20             | 2.00             | 1.92             | 1.79             | 1.80             | 1.81             | 1.90             | 1.90             |                  |
| Середньомісячна сонячна радіація, кДж/м²·день | 4084             | 6897             | 10526            | 14900            | 19130            | 21017            | 21794            | 19134            | 14157            | 8756             | 4510             | 3288             |                  |
| --------------------------------------------- | ---------------- | ---------------- | ---------------- | ---------------- | ---------------- | ---------------- | ---------------- | ---------------- | ---------------- | ---------------- | ---------------- | ---------------- | ---------------- |
| Джерело:                                      |                  |                  |                  |                  |                  |                  |                  |                  |                  |                  |                  |                  |                  |